# Paula Heimann
Paula Heimann (née Klatzko, 2 de febrero de 1899 - 22 de octubre de 1982) fue una psiquiatra y psicoanalista alemana, que estableció el fenómeno de la contratransferencia como una herramienta importante del psicoanálisis.

## Vida en Alemania
Después de estudiar medicina en Königsberg, Berlín y Fráncfort del Meno, Paula Klatzko tomó y pasó su Staatsexamen (exámenes estatales) en Breslavia. Allí conoció a su futuro marido, el médico Franz Heimann. Juntos fueron a Heidelberg donde ella entrenó para ser un psiquiatra de 1924-1927. Escribió su tesis doctoral en 1925. Su hija Mirza nació ese mismo año. En 1927, la familia Heimann se trasladó a Berlín, donde comenzó su entrenamiento psicoanalítico bajo Theodor Reik en 1929. Junto con su esposo fue miembro de la Sociedad Internacional de Médicos Contra la Guerra.

## Emigración y trabajo en el Reino Unido
En 1933, el marido de Heimann tuvo que abandonar Alemania debido a sus opiniones políticas. El emigró a Suiza; Sin embargo, a Paula Heimann y a su hija no se les permitió hacerlo. Así madre e hija emigraron a Londres.
En 1934 Heimann se convirtió en la secretaria de Melanie Klein. En 1935 comenzaron a trabajar juntos en el análisis y se convirtieron en asociados cercanos. Pasó el examen médico estatal en Edimburgo en 1938. Ese año se convirtió en miembro de la British Psychoanalytical Society con su conferencia A contribution to the problem of sublimation. Su artículo On counter-transference, presentado en el Congreso Psicoanalítico en 1949 en Zúrich, llevó a una ruptura con el grupo de analistas kleinianos, porque ella presentó una visión diferente de la importancia de la contratransferencia. Melanie Klein lo vio sólo como un problema del proceso terapéutico. Paula Heimann, sin embargo, vio la reacción emocional del terapeuta a su paciente como una herramienta importante para la exploración de su inconsciente. Luego se dirigió al grupo de los Independientes y fue analista de Margarete Mitscherlich-Nielsen durante 1958-59. Alexander Mitscherlich también se sometió a análisis de entrenamiento con ella.

## Trabajos
- On countertransference. En International Journal of Psychoanalysis. Vol.31, 1950, p. 81-84
- About Children and Children-No-Longer, HG: Margaret Tonnesmann, Vol 10. En The New Library of Psychoanalysis, Published by Routledge (Taylor & Francis Group) 1990, ISBN 0-415-04119-8
- Bemerkungen zur Sublimierung ("Comments on sublimation"). En Psychologie des Ich ("Psychology of the self"), Wissenschaftliche Buchgesellschaft, Darmstadt 1974